# Петрович-Негош, Борис
Принц Борис Петрович-Негош, наследный принц Черногории, великий герцог Грахово и Зеты (род. 21 января 1980, Ле Лила, Франция) — единственный сын и наследник князя Николы Черногорского и его покойной жены Франсин Наварро.

## Образование
Князь Борис окончил в июне 2005 года «École Nationale Supérieure des Arts Décoratif» (Париж, Франция), одну из самых известных французских школ декоративно-прикладного искусства. Во время учёбы он принимал особенно активное участие в создании компьютеризированных типографий.

## Брак и семья
12 мая 2007 года Борис женился на Веронике Айо Канас да Силва (р. 27 июля 1976 года в Сан-Себастьян-да Педрейра, Лиссабон, Португалия). У них есть дети:
- Её Королевское Высочество принцесса Милена (р. в Ле Лила 11 февраля 2008 года в 4:00 утра)
- Её Королевское Высочество принцесса Антония (р. 2013)[3]

## Титулы
- Его Высочество князь Борис Петрович-Негош (21 января 1980 — 23 марта 1986 года)
- Его Королевское Высочество Борис, наследный принц Черногории (24 марта 1986 — 20 января 2001 года)
- Его Королевское Высочество Борис, наследный принц Черногории, великий герцог Зеты и Грахово (21 января 2001 -)

## Награды
- Орден Петрович-Негош
- Орден Святого Петра Цетинского
- Орден Князя Даниила I
- Кавалер Большого креста ордена князя Данило Черногорского
- Большой крест ордена Святых Маврикия и Лазаря
- Большой крест с короной в руде ордена Вендской короны